# Castiarina delta
Castiarina delta es una especie de escarabajo del género Castiarina, familia Buprestidae. Fue descrita científicamente por Thomson en 1879.